# Arthurs paragalaxias
The arthurs paragalaxias (Paragalaxias mesotes) là một loài cá thuộc họ Galaxiidae. Nó là loài đặc hữu của Úc.